# Heinrich von Wuthenau
Heinrich von Wuthenau (* 1598; † 29. April 1652 in Großpaschleben, Anhalt) war ein deutscher Verwaltungsbeamter und Gelegenheitsdichter der Barockzeit.

## Leben
Heinrich von Wuthenau ist der Sohn von Bernhard von Wuthenau (1534–1596) und seiner Ehefrau Magdalena von Katte (1554–1621). Nach über zweijährigen Erbschaftsstreitigkeiten übernimmt Wuthenau am 1. September die Güter seines verstorbenen Onkels Heinrich von Wuthenau. Im Jahr 1618 heiratet er auf Großpaschleben Sibylla von Bindauf. Am 16. April 1640 kommt seine Tochter Magdalene Barbara von Wuthenau in Großpaschleben zur Welt.
Im Alter von 36 Jahren wird Wuthenau von Fürst Ludwig I. von Anhalt-Köthen als Kriegskommissar an den Hof berufen. Diese Stelle macht unter anderem einen Umzug der Familie nach Köthen notwendig. Noch im selben Jahr nimmt ihn Fürst Ludwig in die Fruchtbringende Gesellschaft auf. Er verleiht ihm den Gesellschaftsnamen der Schwimmende und als Devise Oben. Im Köthener Gesellschaftsbuch wird Wuthenau unter der Nr. 244 mit seinem Emblem Wasserlinsen auf einem Teiche (Lemna minor L.) verzeichnet. Dort findet man auch das Reimgesetz, welches Wuthenau anlässlich seines Eintritts verfasst hat:
Der Waßer Linsen art, da man die Enten fänget,
Auf Teichen schwimmet her vnd ahneinander henget,
Drumb Schwimmend oben heiß ich, weil nur oben schwebt
Die Tugend, ob man ihr schon schnatternd widerstrebt,
Man laße sie nur nicht Zertrennen vnd Zerrütten,
Vnd mit dem Kind das bad auf einmahl raußer schütten,
Sich halt in seiner hut vorsichtig, einig, rund,
So wird fruchtbringend offt die tugend werden kund.
Im Alter von 54 Jahren stirbt Heinrich von Wuthenau am 29. April 1652 in Großpaschleben.
| Personendaten    | Personendaten                                        |
| ---------------- | ---------------------------------------------------- |
| NAME             | Wuthenau, Heinrich von                               |
| KURZBESCHREIBUNG | deutscher Verwaltungsbeamter und Gelegenheitsdichter |
| GEBURTSDATUM     | 1598                                                 |
| STERBEDATUM      | 29. April 1652                                       |
| STERBEORT        | Großpaschleben, Anhalt                               |